# Sant Lagier
Sant Lagier (en francès Saint-Léger-les-Mélèzes) és un municipi francès situat al departament dels Alts Alps i a la regió de Provença – Alps – Costa Blava.

## Demografia
| 1861                                       | 1962 | 1968 | 1975 | 1982 | 1990 | 1999 | 2006 | 2014 |
| ------------------------------------------ | ---- | ---- | ---- | ---- | ---- | ---- | ---- | ---- |
| 290                                        | 159  | 137  | 224  | 190  | 182  | 228  | 316  | 346  |
| Des de 1962: població sense dobles comptes |      |      |      |      |      |      |      |      |

## Administració
| Període   | Identitat       | Partit |
| --------- | --------------- | ------ |
| 2001-2008 | Robert Villard  |        |
| 2008-     | Gérald Martinez |        |